# Keine Kameraden
Keine Kameraden ist ein deutscher Dokumentarfilm der Autorin und Journalistin Beate Lehr-Metzger aus dem Jahr 2011.

## Hintergrund und Handlung
Nach dem Beginn des Deutsch-Sowjetischen Krieges durch die deutsche Wehrmacht am 22. Juni 1941 gerieten in den folgenden Monaten mehrere Millionen Menschen in der Sowjetunion in deutsche Gefangenschaft. Rund zwei Millionen starben bis zum Frühjahr 1942 – viele von ihnen an Hunger, Krankheiten oder durch gezielte Tötungen. Lehr-Metzger dokumentiert diese Geschichte am Beispiel zweier Kriegsgefangener. Ausgangspunkt für den Film waren Karteikarten der Wehrmacht, mit denen jeder Kriegsgefangene erfasst wurde. Diese Dokumente wurden von den Historikern Rolf Keller und Reinhard Otto in einem Moskauer Militärarchiv entdeckt und ausgewertet. Exemplarisch wird so das Schicksal der sowjetischen Soldaten Nikolai Kurilow und Boris Schaporow nachgezeichnet, die in dieser Zeit auf Langeoog inhaftiert sind. Kurilow stirbt im Januar 1942; Schaporow überlebt den Krieg.

## Veröffentlichungen
Der Film wurde bislang in Deutschland noch nicht ausgestrahlt. Beispielsweise begründete der WDR seine Absage damit, der Film „sei nichts für das Fernsehen, bestenfalls tauge er für Schulbildung“. Hierzulande wurde der Film unter anderem im Juli 2013 auf Initiative des NS-Dokumentationszentrum der Stadt Köln im Museum Ludwig sowie Ende Januar 2014 auf Initiative der Stiftung „Erinnerung, Verantwortung und Zukunft“ im Kino Central in Berlin vorgeführt. Im russischen Fernsehen lief der Film im Oktober 2013 auf Rossija K.

## Auszeichnungen
Lehr-Metzger erhielt für den Film den Marion-Samuel-Preis sowie die Puschkin-Medaille.